# سعد العتيبي
سعد العتيبي، لاعب كرة قدم سعودي .
لعب سابقاً في أندية الزلفي و الباطن و الشعلة و انتقل إلى نادي المزاحمية عام 2016 .